# Rynkskölding
Rynkskölding (Pluteus plautus) är en svampart som först beskrevs av Johann Anton Weinmann, och fick sitt nu gällande namn av Claude-Casimir Gillet 1876. Rynkskölding ingår i släktet Pluteus och familjen Pluteaceae.  Arten är reproducerande i Sverige. Inga underarter finns listade i Catalogue of Life.